# Pytheas

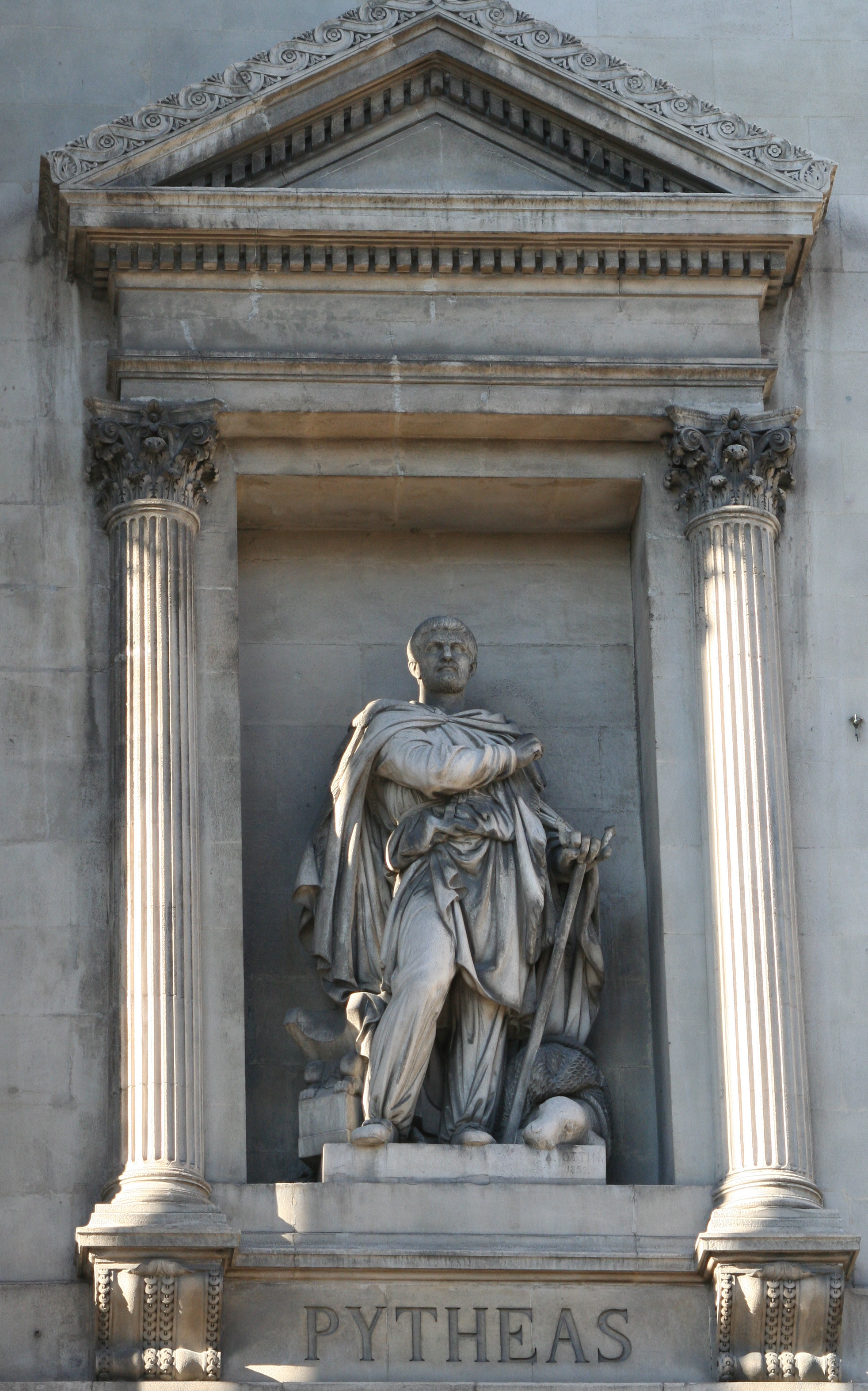
Denkmal für Pytheas an der Börse von Marseille

Pytheas von Massalia (altgriechisch Πυθέας, Pythéas; * um 370 v. Chr.; † um 310 v. Chr.) war ein griechischer Händler, Geograph und als Seefahrer einer der großen Entdecker der Antike.
Im frühen Hellenismus, etwa zur selben Zeit, als Alexander der Große im Osten bis an die Grenzen der damals in Europa bekannten Welt vordrang, erforschte Pytheas den Nordwesten Europas. Sein Reisebericht, dessen Titel vermutlich Über den Ozean (Περὶ τοῦ ᾿Ωκεανοῦ Perì toũ Okeanoũ) lautete, ist nicht erhalten. Die wenigen Fragmente des Buches kennt man von Zitaten anderer antiker Autoren (unter anderem Polybios, Strabon, Eratosthenes und Plinius der Ältere), die Pytheas allerdings zum Teil als Lügner bezeichneten, weil sie seine Reisen für unmöglich hielten oder sich (wie Polybios) selbst als Kenner der Materie profilieren wollten. Weitere Hinweise finden sich in den Werken antiker Astronomen wie etwa Hipparchos von Rhodos.

## Leben
Über Pytheas’ persönlichen Hintergrund ist wenig mehr bekannt, als dass er ein Händler aus Massalia (dem heutigen Marseille) war, einer Tochterstadt des ionischen Phokaia und damals ein bedeutender griechischer Stadtstaat. Unklar ist, ob er nur eine oder gleich mehrere Reisen in den Norden unternahm und wie sein weiteres Leben nach seiner Rückkehr verlief. Als mehr oder weniger sicher gilt aber, dass er die Reisen um 320 v. Chr. durchführte.

## Pytheas’ Reiseroute

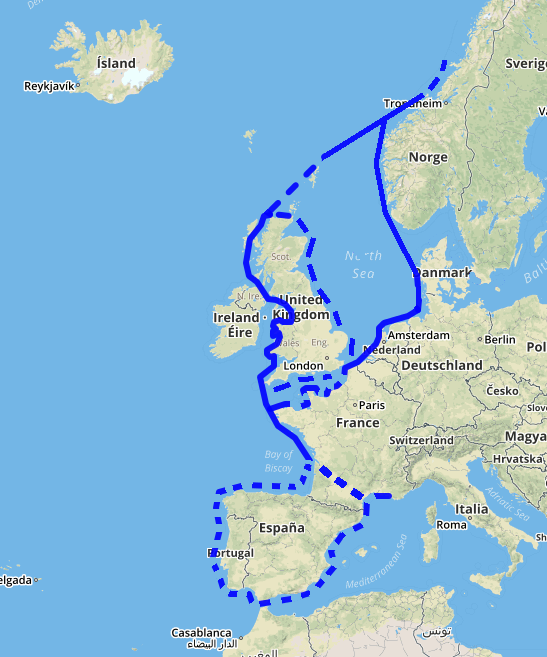
Mögliche Reiseroute

Pytheas gelangte vermutlich zu Schiff durch die Straße von Gibraltar in den Atlantik. Die Annahme eines Monopols auf Zinn seitens Karthagos und einer Blockade der Meerenge zur Aufrechterhaltung dieses Monopols sind zweifelhaft; entsprechende Mutmaßungen, Pytheas’ Schiff sei durch ein Kontrollsystem geschlüpft, daher ebenso. Die Textstellen zur Stützung der Blockadetheorie sind dürftig und erlauben auch andere Interpretationen. Die notwendigen Einrichtungen zum Unterhalt einer Blockadeflotte an der Straße von Gibraltar sind nicht nachgewiesen, und Pytheas' Heimatstadt Massilia verfügte mit dem Rhodanos (der Rhone) selbst über einen erträglicheren Handelsweg für Zinn.
Unklar ist allerdings, ob Pytheas überhaupt die Iberische Halbinsel umschifft hat, da der entsprechende Hinweis bei Strabon – Pytheas habe die Küsten Europas „von Gades bis zum Tanais“ bereist – auch metaphorisch als „von einem Ende Europas zum anderen“ interpretierbar ist. Der englische Archäologe Barry Cunliffe nimmt an, dass Pytheas nicht mit einem eigenen Schiff reiste, sondern zunächst auf dem Landweg sowie über Aude und Garonne an die gallische Atlantikküste gelangt sei und erst von dort aus mit einheimischen Seefahrern seine Reise etappenweise fortgesetzt habe, wozu auch Strabons Bemerkung, Pytheas habe Britannien „durchwandert“ – nicht umschifft –, passen würde.
Sein weiterer Reiseweg dürfte ihn über die Mündung der Loire, die Halbinsel Aremorica, die Elbmündung, das zu Cornwall gehörende Kap Belerion, die Irische See und den Nordkanal bis zu den Hebriden geführt haben. Dies folgt aus den oben genannten Zitaten und Breitengrad-Angaben antiker Astronomen, die auf Sonnenstandsmessungen Pytheas’ zurückgehen sollen und in etwa mit der Nordküste der Bretagne, der Isle of Man und der Hebrideninsel Lewis and Harris übereinstimmen.
Andere Forscher gehen davon aus, dass es sich bei dem erwähnten Reiseziel Thule von Pytheas um die Insel Smøla vor der norwegischen Küste nahe Trondheim handeln dürfte.
Baltische Theorie
1976 veröffentlichte der Schriftsteller und spätere estnische Ministerpräsident Lennart Meri sein Werk Hõbevalge 1976. Das Buch rekonstruiert die Geschichte Estlands und des Ostseegebiets. Hõbevalge basiert auf vielfältigem Material über die frühe Seefahrt und enthüllt nach und nach das Geheimnis des legendären Ultima Thule. Dieser Name wurde in klassischer Zeit einer Landmasse im Norden gegeben, die Berichten zufolge sechs Tagesreisen von Großbritannien entfernt. Basierend auf der Tatsache, dass Bernstein bei Pytheas eine bedeutetnde Rolle spielt, vermutet Meri, dass der Name Thule möglicherweise aus estnischen Volkslegenden stammt, die die Entstehung des Kratersees von Kaali, Saaremaa, beschreiben. In seinem Essay Tacituse tahtel 2000 untersucht Meri frühe Begegnungen zwischen Esten und dem Römischen Imperium und beschreibt, dass Pelze, Bernstein und insbesondere im Brennofen getrocknetes Getreide zu den wichtigsten Beiträgen der Esten gehörten – das Getreide diente in Dürrejahren als Saatgut in ganz Europa. Der Kaali-Meteoritenkrater, als Ort, der allein schon durch die Zerstörungskraft des Meteoriteneinschlags und die daran anknüpfende Verdunklung der Sonne in das kulturelle Gedächtnis der Lokalbevölkerung eingegangen sein soll, spielt somit auch bei der Lokalisation Thules eine Rolle.
Die Theorie, dass Pytheas’ Reise bis ins Baltikum führte, wird auch von der Experimental-Archäologie untermauert. So lassen sich die Bernsteininseln Basilia und Abalus im baltischen Raum lokalisieren. Abalus liegt in den Gebieten des späteren bzw. aus heutiger Sicht ehemaligen Ostpreußen (Es mag die bernsteinreiche Halbinsel Samland gewesen sein.) und Basilia an der Küste Kurlands. Von Basilia nach Thule waren es noch etwa drei Tage. Genau das braucht es, um von dort aus mit großen Ruderbooten nach Saaremaa zu gelangen, was die Saaremaa-Theorie bestätigt. In der Ostsee kann Pytheas auch auf Treib- und Packeis gestoßen sein, da sie bekanntlich regelmäßig im Norden zufriert, hin und wieder sogar vollständig.

## Pytheas’ Beobachtungen
Auch einige geographische und ethnographische Bemerkungen Pytheas’ sind überliefert. So beobachtete er etwa das den Griechen unbekannte Phänomen der Gezeiten und brachte es als erster richtigerweise mit den Mondphasen in Zusammenhang. Auf den Britischen Inseln beobachtete er selbst, wie Zinn geschürft, geschmolzen und zu Barren geschmiedet wurde, die über einen Damm zur Insel Ictis transportiert wurden, von wo sie fremden Händlern weiterverkauft wurden. Bei Ictis könnte es sich der Beschreibung und der Lage der prähistorischen Zinnminen nach um St Michael’s Mount oder Mount Batten vor der Südküste Cornwalls gehandelt haben.
Vom Meer aus vermaß Pytheas die Küstenlänge Albions und errechnete dabei 42.500 Stadien (etwa 7.800 Kilometer). Ebenso bestimmte er mit Hilfe der unterschiedlichen Schattenlänge seiner Sonnenuhr die Entfernung von der Nordspitze Schottlands zum Heimathafen Massalia und kam auf 1.700 Kilometer (tatsächlich: 1.815 km). Von Schottland aus segelte er weiter in nördlicher Richtung und bemerkte dabei, dass die Sommertage länger wurden. Strabon bezweifelt die Entfernungsangaben und zeigt im Vergleich zu den Beobachtungen von Eratosthenes mehrere Fehler auf. Aufgrund der falschen Angaben von Pytheas zu bereits bekannten Gegenden wären seine Reiseberichte unglaubwürdig.

## Thule und Abalus
Endpunkt und weiterer Verlauf von Pytheas’ Reise liegen im Dunkeln. Bei Strabon ist eine allgemeine Bemerkung über die Länder „nahe der Frostzone“, deren Bewohner Wasser, Hefe und Honig zu Hydromeli (Met) mischten, sich von Früchten und Milch ernährten und ihr Getreide in Speicherhäusern droschen, überliefert; an anderer Stelle wird als am weitesten entferntes Reiseziel Pytheas’ die Insel Thule genannt, die sechs Tagesfahrten nördlich Britanniens liegen solle. Genau nördlich Britanniens und der Shetlandinseln gibt es kein Land. 12° weiter westlich liegt Island, 12° weiter östlich Mittelnorwegen. Island war damals gar nicht bewohnt, während Pytheas Ackerbau in Thule erwähnte. Tacitus nahm später als weitere Möglichkeit an, dass die Shetlandinseln gemeint seien. Diese Auffassung wurde 1861 auch vom Reiseschriftsteller Alexander Ziegler ausgeführt. Aktuelle Untersuchungen sehen in den Shetlandinseln die von Plinius erwähnte Zwischenstation Berrice.
Dass Pytheas in den hohen Norden gefahren ist, lässt sich allerdings nicht bezweifeln, denn eine Tagesfahrt nördlich von Thule stieß er laut Solinus (De mirabilibus mundi, dt. 'Über die Wunder der Welt', 22,9) auf das „träge und geronnene Meer“ (lat. pigrum et concretum mare) und beobachtete somit als erster Grieche Treibeis. Ebenso berichtet er von Polarlicht und Mitternachtssonne, im Mittelmeer gänzlich unbekannten Erscheinungen. Hinter Berichten von Phänomenen wie diesen vermuteten die Gelehrten der damaligen Zeit sowie der folgenden Jahrhunderte Fiktion, während sie sich heute einfach erklären lassen. Unklar ist allerdings Pytheas’ Erwähnung einer „Meereslunge“ (pleumōn thalassios, im Mittelmeer der Name einer Qualle), die als metaphorische Beschreibung des „gallertartigen“ Übergangsgebiets von Nebel, Wasser und Treibeis gedeutet worden ist.
Von Thule aus segelte Pytheas in südlicher Richtung und erreichte ein Ästuar namens Metuonis, das sich über 6.000 Stadien (ca. 1100 km) erstreckt habe und von dem Stamm der Guiones bewohnt sei. Eine Tagesfahrt entfernt habe die Insel Abalon (oder Abalus) gelegen, an deren Stränden Bernstein angespült werde, das Pytheas als erster Autor zutreffend als fossiles Baumharz beschrieb. Für Metuonis und Abalon wurden verschiedene Deutungen vorgetragen; angesichts der Dimensionen kann das „Ästuar“ Skagerrak, Kattegat und die dänischen Meerengen umfasst haben, was angesichts der Oberflächenströmungen und der gesamten Wasserbilanz sogar der hydrologischen Realität nahekommt. Die Lage würde auch zu der sorgfältig begründeten Theorie passen, Thule habe nahe der Mündung des Trondheimfjordes gelegen. Abalon könnte Helgoland sein, die Seeentfernung von etwa 350 km war nicht in einer, wohl aber in zwei 24-Stunden-Fahrten zu bewältigen. Erwogen wird auch, dass Pytheas nicht selbst an der jütischen Bernsteinküste oder in der Ostsee gewesen ist, sondern Erzählungen über eine mythische Toteninsel (vgl. das keltische Avalon), vermengt mit einer möglichen Funktion Helgolands oder einer nordfriesischen Insel für den Bernsteinhandel, wiedergegeben hat.

## Rezeption
Die nicht mehr erhaltenen Reiseberichte von Pytheas wurden von antiken Autoren unterschiedlich beurteilt. Plinius der Ältere schreibt, dass Timaios von Tauromenion (geboren um 345 v. Chr.) die Entdeckungsgeschichte von Pytheas bezüglich Bernstein für glaubwürdig hielt. Strabon dagegen zitiert Dikaiarchos (starb um 285 v. Chr.), der den Geschichten von Pytheas nicht traute.
Der Titel des Buches von Pytheas lässt sich in etwa aus einer Erwähnung bei Geminos von Rhodos erschließen, der seine Abhandlung über das Weltmeer (Ozean) nennt (πεπραγματευμένα περὶ τοῦ ὠκεανοῦ) und daraus zitiert. Der norwegische Polarforscher Fridtjof Nansen, der Vergleiche mit seinen eigenen Erfahrungen machte, bezeichnet Pytheas als „mutig und intelligent“.
Das Ergebnis einer umfassenden Auswertung veröffentlichte Stichtenoth im Jahre 1959 als Versuch, das Werk von Pytheas zu rekonstruieren. Er zitierte alle Texte, in denen Pytheas namentlich erwähnt wird, wies aber darauf hin, dass sich weitere Passagen bei antiken Autoren finden würden.
Als Obsession einer Romanfigur ist Pytheas im Otto Babendiek (1926) von Gustav Frenssen ein literarisches Motiv. Eine literarische Spekulation über Pytheas’ letzte, nicht überlieferte, Lebensetappe und seinen Tod schuf Arno Schmidt 1949 mit seiner Erzählung Gadir oder Erkenne dich selbst (vermutlich über die Lektüre Frenssens vermittelt). Eine literarische Form von Pytheas' Lebensgeschichte vermittelt Raoul Schrotts Roman Finis Terrae (1995). Im Schwedischen wurde das Thema von Alf Henrikson aufgegriffen (Pytheas resa till Thule, Avesta 1985).
Der Mondkrater Pytheas ist seit 1935 nach ihm benannt.

## Ausgaben und Übersetzungen
- Christina Horst Roseman (Hrsg.): Pytheas of Massalia, On the Ocean. Text, Translation and Commentary. Ares Publishers, Chicago 1994, ISBN 0-89005-545-9.
- Lionel Scott (Hrsg.): Pytheas of Massalia: Texts, Translation, and Commentary. Routledge, Abingdon/New York 2021, ISBN 978-1-03-201998-7.
- Dietrich Stichtenoth (Hrsg.): Pytheas von Marseille. Über das Weltmeer. Böhlau, Köln/Graz 1959.